# Solarkraftwerk Al Dhafra
Das Solarkraftwerk Al Dhafra ist ein Photovoltaikkraftwerk im Emirat Abu Dhabi, Vereinigte Arabische Emirate, das sich ca. 5 km südlich der Al Dhafra Air Base und ca. 35 km südlich der Hauptstadt Abu Dhabi befindet.
Die Ausschreibung für das Kraftwerk wurde im Februar 2019 veröffentlicht. Bis Juli 2019 waren 48 Interessenten aufgetreten, von denen 24 an dem weiteren Auswahlprozess teilnahmen. Im November 2019 gaben fünf Konsortien ein Angebot ab und im Juli 2020 wurde der Auftrag an das Konsortium vergeben, das den niedrigsten Preis je kWh geboten hatte. Im Dezember 2020 wurden die Finanzierungsdetails abgeschlossen. Im April 2023 wurden die letzten Solarmodule installiert. Der kommerzielle Betrieb wurde noch im Jahr 2023 aufgenommen. Die offizielle Eröffnungsfeier fand Mitte November 2023 statt.

## Technische Daten
Die installierte Leistung des Kraftwerks beträgt 2 GW. Die nominale gesamte Modulleistung wird mit 2100 MWp (Gleichstrom) und die maximale Einspeiseleistung in das Stromnetz mit 1500 MW (Wechselstrom) angegeben. Die Jahreserzeugung soll bei 4700 GWh liegen.
Die Anzahl der installierten Solarmodule wird mit 3,2 (bzw. 3,5 oder 4) Mio. angegeben. Die Solarmodule wurden von JinkoSolar geliefert. Das Kraftwerk bedeckt eine Fläche von ca. 20 km². Über die gesamte Fläche sind 8000 Solarwechselrichter und 33.000 einachsige Solartracker verteilt.
In der Schaltanlage wird die Spannung mittels Leistungstransformatoren von 33 kV auf 400 kV hochgespannt. Die Transformatoren mit einer Leistung von 620 MVA wurden von Hitachi geliefert.

## Eigentümer
Das Kraftwerk ist im Besitz der Dhafrah PV2 Energy Company LLC. Dhafrah PV2 Energy ist ein Joint Venture, an dem die Abu Dhabi National Energy Company (TAQA) mit 40 % sowie Masdar, EDF Renewables und JinkoPower mit jeweils 20 % beteiligt sind.

## Sonstiges
Die Kosten für die Errichtung des Kraftwerks werden mit rund einer Mrd. US-Dollar angegeben. Der erzeugte Strom wird gemäß einem Power Purchase Agreement (PPA) für 30 Jahre an die Emirates Water and Electricity Company (EWEC) verkauft. Zum Zeitpunkt der Unterzeichnung des PPA im Juli 2020 wurde eine Einspeisevergütung in Höhe von 0,0485 AED/kWh (bzw. 0,0132 oder 0,0135 USD/kWh) geboten.